# Ric Keller
Richard „Ric” Keller (ur. 5 września 1964) – amerykański polityk, członek Partii Republikańskiej. W latach 2001–2009 przez cztery dwuletnie kadencje Kongresu Stanów Zjednoczonych był przedstawicielem ósmego okręgu wyborczego w stanie Floryda do Izby Reprezentantów Stanów Zjednoczonych.